# Vittorio Osvaldo Tommasini

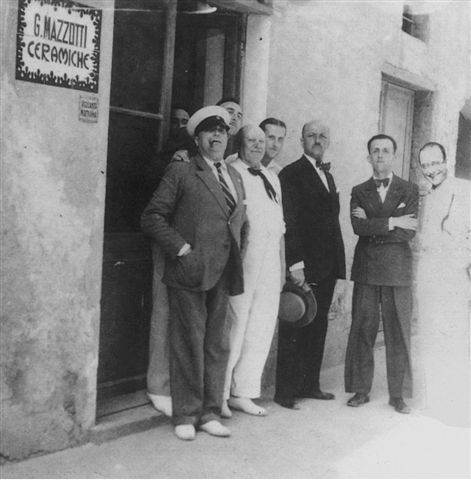
Vittorio Osvaldo Tommasini (primo a sinistra) in visita alla Manifattura ceramiche Giuseppe Mazzotti alla fine degli anni '20 del XX secolo.

Farfa, pseudonimo di Vittorio Osvaldo Tommasini (Trieste, 10 dicembre 1879 – Sanremo, 20 luglio 1964), è stato un pittore, poeta e fotografo italiano.

## Biografia
Protagonista del futurismo (attivo a Trieste, Torino, Savona - abitava in Via Istra - infine, un misero bilocale a Sanremo), come cartellonista, ceramista, fotografo e poeta. È stato autore di coloratissime cartopitture e di libri dal carattere bizzarro. Dalla fine degli anni cinquanta fu riscoperto dai surrealisti (Arturo Schwarz, Enrico Baj) e da altri protagonisti dell'avanguardia (Asger Jorn). È stato inserito da Edoardo Sanguineti nella sua Poesia italiana del Novecento e da Glauco Viazzi ne I poeti del futurismo 1909-1944
Morì il 20 luglio 1964, all'Ospedale Civile di San Remo, dopo essere stato investito da un veicolo a motore.

## Opere

### Poesia
- Noi miliardario della fantasia, La Prora, Milano 1933
- Poema del candore negro, La Prora, Milano 1935; nuova edizione, a cura di Pier Luigi Ferro, Viennepierre edizioni, Milano 2009
- Marconia, Officina d'arte, Savona 1937
- Ovabere. Sincopatie futuriste, Gutta de Guttis, Genova s. d. (1959, con una xilografia 11,5 x 15,5 inserita nel volumetto); nuova edizione, a cura di Serge Milan, San Marco dei Giustiniani, Genova 2005
- Ansiaismo, Centro internazionale delle arti e del costume di Palazzo Grassi, Venezia 1964
- Tuberie & sette ricette di cucina futurista, All'Insegna del Pesce d'Oro, Milano 1964 (contiene Tuberie, già comparsa nel Miliardario, e sette micro-testi in prosa, già comparsi nel volume su La cucina futurista, a cura di F.T.Marinetti e Fillia, Sonzogno, Milano 1932)

### Teatro
- Il reuccio e il suo cruccio, messa in scena a Savona nel 1934
- Quasi un astro, messa in scena a Savona nel 1944
- Binario, 1957, libretto per la musica del maestro Giuseppe Manzino (1929-1992), fondatore del liceo musicale Cilea di Savona. Pubblicato in Io Farfa. Saggi testimonianze inediti (a cura di Silvia Bottaro), Marco Sabatelli editore, Savona 1985
- Effetimar, 1957, mai messa in scena, rimasta inedita e pubblicata solo ora in Resine. Quaderni liguri di cultura n. 119-121, “Noi miliardari della fantasia. Farfa, Acquaviva, Tullio, Lo Duca, Lupe e i futuristi a Savona”, Marco Sabatelli editore, Savona 2009.

### Raccolte
- F.T.Marinetti, I nuovi poeti futuristi, Edizioni futuriste di Poesia, Roma 1925
- Corrado Govoni, 24 giovani poeti futuristi, in “PEN”, anno II, n. 3-4, Roma 1939
- Carlinga di aeropoeti futuristi di guerra, edizioni di “Mediterraneo futurista”, Roma s. d. ma 1941
- Alberto Viviani, Dal verso libero all'aeropoesia, Paravia, Torino 1942
- Andre, Farfa, Folco, Lanza, Lunge, Lupe, Tullio, Poeti Futuristi Savonesi, Officina d'arte, Savona 1942
- Franca Maria Corneli, L'aeropoema futurista dell'Umbria, Edizioni futuriste di Poesia, Roma 1943
- Farfa, Marinetti, Acquaviva e Giuntini, Canzoniere futurista amoroso guerriero, Istituto Grafico Brizio, Savona 1943

## Farfa o Vittorio Osvaldo Tommasini nei musei
- Pinacoteca civica di Savona
- Galleria civica d'arte moderna e contemporanea di Torino

### Raccolte ed edizioni postume
- Farfa poeta record nazionale futurista, a cura di Luigi Pennone, Marco Sabatelli editore, Savona 1970
- Farfa a Barile, a cura di Giovanni Farris, Marco Sabatelli editore, Savona 1979
- Canto dell'Inferno di Fossano in dantesche rime, a cura di Giovanni Farris, Marco Sabatelli editore, Savona 1985
- Dragamine, testo del dicembre 1955, stampato come strenna natalizia dalle Grafiche F.lli Spirito, Savona 1995

### Opere critiche
- Giovanni Farris, Manifesti futuristi savonesi, Marco Sabatelli editore, Savona 1981
- Giovanni Farris, Teatro futurista savonese, Marco Sabatelli editore, Savona 1984
- Silvia Bottaro, Io Farfa. Saggi testimonianze inediti, Marco Sabatelli editore, Savona 1985
- Serge Milan, Fiori futuristi, San Marco dei Giustiniani, Genova 2003
- "Il Futurismo a Savona, Albisola e Altare", in Resine. Quaderni liguri di cultura, n. 106-107, Marco Sabatelli editore, Savona 2006
- "Noi miliardari della fantasia. Farfa, Acquaviva, Tullio, Lo Duca, Lupe e i futuristi a Savona", in Resine. Quaderni liguri di cultura, n.119-121, Marco Sabatelli editore, Savona 2009
- Pier Luigi Ferro, "Farfa monarca dei domini verticali della fantasia", in "Resine", n.106-107, pp. 7–20
- Pier Luigi Ferro, "L'orzata e il tamarindo. Il Poema del Candore Negro di Farfa tra anni ruggenti e premonizioni autarchiche", in Farfa, "Poema del Candore Negro", viennepierre, Milano, 2009, pp. IX-XXXVIII
- Manuela Manfredini, "Ne sentirai di tutti i colori. Sulla lingua poetica di Farfa", in "Resine", n.119-121, pp. 165–186
- Aldo Mastropasqua, "Da un poeta futurista a un critico passatista. Farfa a Falqui (1952-1954), in "Resine", n.119-121, pp. 249–267
- Francesca Bergadano, "Ancora una volta tu sarai un'altra fase della mia fortuna": le lettere di Farfa ad Enrico Baj, in "Resine", n. 119-121, pp. 301–314

### Mostre e cataloghi
- Farfa il futurista (con un saggio di Asger Jorn FARFA l'eterno futurista), Galleria Blu, Milano 1959
- Farfa il futurista (con un saggio di Guido Ballo e due testi di Farfa: Affaraffari e Autofarfa), Galleria Schwarz, Milano 1961
- Farfa. Opere futuriste (1919-1934) (contiene la Prefarfazione di Èdouard Jaguer), Galleria Schwarz, Milano 1962
- Farfa il futurista, Galleria d'Arte Cavalletto, Brescia 1967
- Farfa il futurista, Galleria Narciso, Torino 1968
- Farfa dal futurismo alla patafisica, a cura di Marzio Pinottini, Galleria Narciso, Torino 1988
- Farfa e dintorni. Futurmostra, a cura di Anna Maria Nalini, Comune di Crevalcore 1988
- Catalogo della mostra Liguria Futurista, a cura di Franco Ragazzi, edizioni Mazzotta, Milano 1997
- L'estetica della macchina da Balla al Futurismo torinese, a cura di Ada Masoero, Renato Miracco, Francesco Poli, edizioni Mazzotta, Milano 2005
- Una mattina con Farfa, Sala Rossa del Comune di Savona, marzo 2007, catalogo a cura di Emme Emme Ci Ci (Fondazione Museo di Arte Contemporanea Milena Milani in memoria di Carlo Cardazzo)
- Omaggio a Farfa, a cura di Giorgia Cassini e Simona Poggi, Marco Sabatelli editore, Savona 2009